# Liste der National Historic Landmarks in Rhode Island
Die Liste der National Historic Landmarks in Rhode Island enthält die 45 National Historic Landmarks (NHLs) in Rhode Island. Außerdem befinden sich zwei vom National Park Service verwaltete oder ihm zugeordnete Gebiete von nationaler historischer Wichtigkeit in dem Bundesstaat.
Rhode Islands National Historic Landmarks sind über alle fünf Countys des Bundesstaates verteilt.
| NHL   | National Historic Landmark          |
| NHLD† | National Historic Landmark District |

| [ 1 ] | Name                              | Bild                           | Eintragsdatum                 | Lage                                           | Ort | Beschreibung |
| ----- | --------------------------------- | ------------------------------ | ----------------------------- | ---------------------------------------------- | --- | --- |
| 1     | Nelson W. Aldrich House           | Nelson W. Aldrich House        | 8. Dez. 1976 ID-Nr. 76000040  | Providence 41° 49′ 30,4″ N, 71° 23′ 44,2″ W    |     | Wohnhaus im Federal Style des US-Senators Nelson W. Aldrich, der zu Beginn des 20. Jahrhunderts einer der einflussreichsten Politiker in Washington, D.C. war. Heute ist hier die Rhode Island Historical Society untergebracht.             |
| 2     | Arcade                            | weitere Bilder                 | 11. Mai 1976 ID-Nr. 71000029  | Providence 41° 49′ 26,8″ N, 71° 24′ 38,5″ W    |     | Das 1828 erbaute Einkaufszentrum ist die erste überdachte Shopping-Mall in den Vereinigten Staaten. |
| 3     | Eleazer Arnold House              | weitere Bilder                 | 24. Nov. 1968 ID-Nr. 68000006 | Lincoln 41° 54′ 3,2″ N, 71° 25′ 13,4″ W        |     | Das Arnold House wurde 1691 erbaut. |
| 4     | Isaac Bell, Jr., House            | weitere Bilder                 | 25. Sep. 1997 ID-Nr. 97001276 | Newport 41° 28′ 45,5″ N, 71° 18′ 42,1″ W       |     | erstes großes Haus im Shingle Style |
| 5†    | Bellevue Avenue Historic District | weitere Bilder                 | 11. Mai 1976 ID-Nr. 72000023  | Newport 41° 28′ 13,1″ N, 71° 18′ 25,9″ W       |     | Die Herrensitze hier entstanden zumeist Ende des 19. Jahrhunderts und Anfang des 20. Jahrhunderts als Sommerwohnsitze. |
| 6     | Block Island South East Light     | weitere Bilder                 | 25. Sep. 1997 ID-Nr. 97001264 | New Shoreham 41° 9′ 34,9″ N, 71° 32′ 49,9″ W   |     | Der Leuchtturm wurde 1874 im Stil der Victorian Gothic aus Backsteinen gebaut. |
| 7     | The Breakers                      | weitere Bilder                 | 12. Okt. 1994 ID-Nr. 71000019 | Newport 41° 28′ 10,9″ N, 71° 17′ 55″ W         |     | Dieser Herrensitz wurde in den 1890er Jahren als Sommerhaus von Cornelius Vanderbilt II erbaut. |
| 8     | Brick Market                      | weitere Bilder                 | 9. Okt. 1960 ID-Nr. 66000019  | Newport 41° 29′ 24,4″ N, 71° 18′ 54,7″ W       |     | aufwendiger Kolonialau im klassischen Stil |
| 9     | John Brown House                  | weitere Bilder                 | 24. Nov. 1968 ID-Nr. 68000007 | Providence 41° 49′ 22,1″ N, 71° 24′ 13,3″ W    |     | Wohnhaus von John Brown, Kaufmann in Providence und Gründer der Brown University, 1786 im georgianischen Stil erbaut. |
| 10    | Chateau-sur-Mer                   | weitere Bilder                 | 17. Feb. 2006 ID-Nr. 68000002 | Newport 41° 28′ 16,3″ N, 71° 18′ 19,1″ W       |     | Diese 1852 im französischen Stil gebaute Villa wurde für den Kaufmann William Shepard Wetmore errichtet und war Ende des 19. Jahrhunderts das erste große Herrenhaus in Newport.                                                             |
| 11    | Cocumscossoc Archeological Site   | weitere Bilder                 | 12. Apr. 1993 ID-Nr. 93000605 | Wickford 41° 34′ 59,9″ N, 71° 27′ 15,8″ W      |     | Das Gebiet um Smith’s Castle, eines der ältesten Häuser von Rhode Island, befindet sich an der Stelle eines Handelsposten, der von Roger Williams eingerichtet wurde.                                                                        |
| 12†   | College Hill Historic District    | College Hill Historic District | 30. Dez. 1970 ID-Nr. 70000019 | Providence 41° 49′ 35″ N, 71° 24′ 11,9″ W      |     | Es handelt sich um die ursprünglichen 120 Acres, auf denen Roger Williams Providence anlegte; heute befinden sich hier zahlreiche guterhaltene historische Wohnhäuser, die Brown University und die Rhode Island School of Design.           |
| 13    | Corliss-Carrington House          | weitere Bilder                 | 30. Dez. 1970 ID-Nr. 70000020 | Providence 41° 49′ 20,3″ N, 71° 24′ 7,6″ W     |     | gut erhaltenes Beispiel eines Stadthauses im adamesken Federal Style, erbaut 1812 mit dekorativen Säulen aus Schmiedeeisen. |
| 14    | Crescent Park Looff Carousel      | weitere Bilder                 | 27. Feb. 1987 ID-Nr. 76000045 | East Providence 41° 45′ 23″ N, 71° 21′ 33,1″ W |     | gut erhaltenes, funktionsfähiges Karusse von Charles I.D. Looff aus dem Jahr 1895 |
| 15    | The Elms                          | weitere Bilder                 | 19. Juni 1996 ID-Nr. 71000021 | Newport 41° 29′ 7,8″ N, 71° 18′ 14,4″ W        |     | Sommerhaus und Wohnsitz von Edward J. Berwind im Stil des Neoklassizismus. |
| 16    | First Baptist Meetinghouse        | weitere Bilder                 | 9. Okt. 1960 ID-Nr. 66000017  | Providence 41° 49′ 31,1″ N, 71° 24′ 32,8″ W    |     | Älteste baptistische Kongregation in den Vereinigten Staaten, gegründet 1638 von Roger Williams. Die heutigenGebäude stammen aus dem Jahr 1775.                                                                                              |
| 17    | Fleur-de-lys Studios              | weitere Bilder                 | 5. Okt. 1992 ID-Nr. 92001886  | Providence 41° 49′ 39″ N, 71° 24′ 31,7″ W      |     | Die gemeinsame Arbeit von Sydney Richmond Burleigh und Edmund Willson ist ein frühes Schlüsselwerk des amerikanischen Arts and Crafts Movement.                                                                                              |
| 18    | Flying Horse Carousel             | Flying Horse Carousel          | 27. Feb. 1987 ID-Nr. 80000019 | Watch Hill 41° 18′ 24,8″ N, 71° 51′ 30,6″ W    |     | Das 176 gebaute Karussell ist eine der ältesten in Amerika, das noch in Betrieb ist. Die an Ketten aufgehängten Pferde gaben ihm den Namen.                                                                                                  |
| 19†   | Fort Adams                        | weitere Bilder                 | 8. Dez. 1976 ID-Nr. 70000014  | Newport 41° 28′ 30″ N, 71° 20′ 28″ W           |     | Stätte der 1799 begonnenen Befestigungen. Der größte Teil der noch bestehenden Anlagen stammt aus der Mitte des 19. Jahrhunderts, als Fort Adams die wichtigste Verteidigungseinrichtung der Narragansett Bay war.                           |
| 20    | Gen. Nathanael Greene Homestead   | weitere Bilder                 | 28. Nov. 1972 ID-Nr. 71000014 | Coventry 41° 41′ 42″ N, 71° 32′ 42,7″ W        |     | Wohnhaus des Generals Nathanael Greene |
| 21    | John N. A. Griswold House         | weitere Bilder                 | 16. Mai 2000 ID-Nr. 71000023  | Newport 41° 29′ 8,9″ N, 71° 18′ 32″ W          |     | Frühes Werk des Architekten Richard Morris Hunt, es wurde 1864 für den Chinahandelskaufmann John Griswold gebaut. |
| 22    | Gov. Stephen Hopkins House        | weitere Bilder                 | 11. Nov. 1971 ID-Nr. 70000022 | Providence 41° 49′ 30″ N, 71° 24′ 25,6″ W      |     | Wohnhaus von Stephen Hopkins, Gouverneur der Kolonie und des Bundesstaates, Unterzeichner der Unabhängigkeitserklärung |
| 23    | Hunter House                      | weitere Bilder                 | 24. Nov. 1968 ID-Nr. 68000003 | Newport 41° 29′ 35,9″ N, 71° 19′ 15,2″ W       |     | Die ältesten Teile dieses Hauses stammen aus dem Jahr 1748. Das Haus ist ein exzellentes Beispiel eines georgianischen Holzrahmenhaus; große Teile der Innenausstattung und der Möblierung sind original erhalten.                           |
| 24    | Thomas P. Ives House              | weitere Bilder                 | 30. Dez. 1970 ID-Nr. 70000023 | Providence 41° 49′ 22,4″ N, 71° 24′ 7,6″ W     |     | Das Haus im Adamesque-Federal Style wurde zu Beginn der 1800er Jahre gebaut. |
| 25    | Edward King House                 | weitere Bilder                 | 30. Dez. 1970 ID-Nr. 70000024 | Newport 41° 28′ 48,7″ N, 71° 18′ 41″ W         |     | Die von Richard Upjohn entworfene Villa wurde für einen ortsansässigen Kaufmann gebaut und war 1847 bei ihrer Fertigstellung die größte in der Stadt.                                                                                        |
| 26    | Kingscote                         | weitere Bilder                 | 19. Juni 1996 ID-Nr. 73000058 | Newport 41° 28′ 30″ N, 71° 18′ 27″ W           |     | Das 1839 im Stil der Neugotik von Richard Upjohn entworfene Haus war die erste Sommerresidenz in Newport. |
| 27    | Governor Henry Lippitt House      | weitere Bilder                 | 11. Mai 1976 ID-Nr. 72000043  | Providence 41° 49′ 40,8″ N, 71° 23′ 50,3″ W    |     | Dieses gut erhaltene im Stil einer Villa im Italianate Style 1874 gebaute Haus wurde für Gouverneur Henry Lippitt errichtet. Es ist heute ein Hausmuseum. Die Inneneinrichtung wurde von dem Architekten Henry Childs entworfen.             |
| 28    | Marble House                      | weitere Bilder                 | 17. Feb. 2006 ID-Nr. 71000025 | Newport 41° 27′ 43,2″ N, 71° 18′ 20,2″ W       |     | Das von Richard Morris Hunt für William Kissam Vanderbilt erbaute Haus ist eines der ersten in der Beaux-Arts-Architektur in den Vereinigten Staaten; es leitete den Trend ein, in Newport Herrenhäuser zu bauen.                            |
| 29    | Newport Casino                    | weitere Bilder                 | 27. Feb. 1987 ID-Nr. 70000083 | Newport 41° 28′ 56,3″ N, 71° 18′ 30,2″ W       |     | Das im Queen Anne Style errichtete Gebäude wurde von McKim, Mead, and White entworfen und war eine der ersten Social-Club-Einrichtungen, zu denen Sportanlagen gehörten. Heute ist hier die International Tennis Hall of Fame untergebracht. |
| 30†   | Newport Historic District         | weitere Bilder                 | 24. Nov. 1968 ID-Nr. 68000001 | Newport 41° 29′ 24″ N, 71° 18′ 49″ W           |     | Den Denkmalschutzbezirk im Zentrum von Newport bilden einige Gebäude aus der Kolonialzeit. |
| 31    | Nightingale-Brown House           | weitere Bilder                 | 29. Juni 1989 ID-Nr. 89001242 | Providence 41° 49′ 19,6″ N, 71° 24′ 11,9″ W    |     | Eines der vollendetsten großen georgianischen Herrenhäuser des Landes; spätere Anbauten stammen von Richard Upjohn und die Gartenanlagen von Frederick Law Olmsted                                                                           |
| 32†   | Ocean Drive Historic District     | Ocean Drive Historic District  | 11. Mai 1976 ID-Nr. 76000048  | Newport 41° 27′ 18″ N, 71° 19′ 57″ W           |     | Lange Straße am südlichen Ufer von Newport, an der sich später kleinere Sommerhäuser und Ausblicke auf das Meer hinziehen. |
| 33    | Old Slater Mill                   | weitere Bilder                 | 13. Nov. 1966 ID-Nr. 66000001 | Pawtucket 41° 52′ 31,8″ N, 71° 22′ 56,6″ W     |     | Das Bauwerk war die erste kommerziell erfolgreiche Tuchfabrik in den Vereinigten Staaten. |
| 34    | Old State House                   | weitere Bilder                 | 9. Okt. 1960 ID-Nr. 66000014  | Newport 41° 29′ 26,9″ N, 71° 18′ 47,9″ W       |     | Das guterhaltene öffentliche Gebäude im georgianischen Stil aus der Kolonialzeit diente von der Kolonialzeit bis ins 20. Jahrhundert als Sitz der Gesetzgebung Rhode Islands.                                                                |
| 35†   | Original U.S. Naval War College   | weitere Bilder                 | 29. Jan. 1964 ID-Nr. 66000876 | Newport 41° 30′ 16,9″ N, 71° 19′ 43,7″ W       |     | In dem 1820 als Armenhaus Newports errichteten Komplex ist heute das Naval War College Museum untergebracht. Es war das erste Gebäude des Naval War College, und Luce Hall war das erste speziell für das College erbaute Gebäude.           |
| 36    | Redwood Library                   | weitere Bilder                 | 9. Okt. 1960 ID-Nr. 66000015  | Newport 41° 29′ 11″ N, 71° 18′ 32″ W           |     | Die 1747 erbaute Bibliothek ist die älteste in den USA, die noch ihre ursprünglichen Räumlichkeiten belegt. |
| 37    | Joseph Reynolds House             | Joseph Reynolds House          | 28. Juli 1983 ID-Nr. 72000017 | Bristol 41° 41′ 0,2″ N, 71° 16′ 43,7″ W        |     | Das 1700 erbaute Haus ist das älteste bekannte Haus in Holzständerbauweise in Neuengland. Es diente 1778 als Hauptquartier von Lafayette während der Schlacht um Rhode Island.                                                               |
| 38    | William Watts Sherman House       | weitere Bilder                 | 30. Dez. 1970 ID-Nr. 70000015 | Newport 41° 28′ 12,4″ N, 71° 18′ 24,5″ W       |     | Dieses Haus wurde von H. H. Richardson für den Bankier William Watts Sherman 1875 gebaut. Es gilt als ein Prototyp für den Shingle Style. |
| 39    | Site of Battle of Rhode Island    | weitere Bilder                 | 30. Mai 1974 ID-Nr. 74002054  | Portsmouth 41° 35′ 45,6″ N, 71° 15′ 46,8″ W    |     | Stätte der Schlacht von Rhode Island von 1778, bei der im Unabhängigkeitskrieg die Briten Aquidneck Island erfolgreich verteidigten. |
| 40    | Gilbert Stuart Birthplace         | weitere Bilder                 | 21. Dez. 1965 ID-Nr. 66000004 | Saunderstown 41° 31′ 29,6″ N, 71° 26′ 43,8″ W  |     | Geburtshaus des Porträtmalers Gilbert Stuart. |
| 41    | Trinity Church                    | weitere Bilder                 | 24. Nov. 1968 ID-Nr. 68000004 | Newport 41° 29′ 15″ N, 71° 18′ 46,4″ W         |     | Der Entwurf der ältesten Gemeindekirche in Rhode Island vom Beginn des 18. Jahrhunderts beruht auf der Bostoner Old North Church. |
| 42    | United Congregational Church      | weitere Bilder                 | 16. Okt. 2012 ID-Nr. 71000027 | Newport 41° 29′ 9″ N, 71° 18′ 45,4″ W          |     | |
| 43    | University Hall, Brown University | weitere Bilder                 | 13. Juni 1962 ID-Nr. 66000003 | Providence 41° 49′ 26,8″ N, 71° 24′ 16,2″ W    |     | 1770 entstand dieses Gebäude als erstes Gebäude auf dem Campus der Brown University. |
| 44    | Vernon House                      | weitere Bilder                 | 24. Nov. 1968 ID-Nr. 68000005 | Newport 41° 29′ 20,4″ N, 71° 18′ 48,2″ W       |     | Das in Holzständerbauweise im georgianischen Stil errichtete Haus war das Hauptquartier von Rochambeau während des Amerikanischen Unabhängigkeitskrieges.                                                                                    |
| 45    | Wanton-Lyman-Hazard House         | weitere Bilder                 | 9. Okt. 1960 ID-Nr. 66000016  | Newport 41° 29′ 28,3″ N, 71° 18′ 45″ W         |     | Das um 1697 erbaute Haus ist das älteste noch erhaltene Haus in Newport und ein Beispiel für den Übergang der Architekturstile vom 17. zum 18. Jahrhundert.                                                                                  |